# 배중세
배중세(裵重世, 1893년 3월 5일~1944년 1월 23일)는 한국의 독립운동가이다.

## 생애
1919년 4월 3일 창원군 진전면에서 일어난 만세운동의 선봉장이 되어 일제의 경찰주재소를 습격하여 그들의 간담을 서늘하게 하였다. 이후 만주로 망명, 만주의 수도 길림성에서 황상규·한봉근·김원봉을 만나 이들과 1919년 11월 김원봉이 단장인 비밀결사조직 의열단을 만드는 데 가담하였다.1920년 의열단은 상해에서 폭탄구입을 시작하면서 활동이 본격화되었다. 이때 배중세는 국내로 잠입해 들어와 김해군 진영에서 미곡상을 경영하고 있던 강원석, 동면 무점리의 강상진에게 운반하였다. 그 후 밀양으로 가서 최경학의 밀양경찰서 폭파계획을 도와주었다. 그러나 서울에서 총독부·동양척식회사·식산은행 등의 정보를 살피던 중 경기도 경찰에 탐지되어 1920년 8월에 체포, 1921년 5월 징역 2년을 언도받고 복역하였다.조국이 광복될 때까지 세 번의 옥고를 치른 배중세는 불굴의 의지로 독립운동을 하다가 1943년 1월에 또 다시 검거되어 거듭 되는 고문과 옥고에 못이겨 1944년 1월 23일 조국의 광복을 보지 못한 채 대구형무소에서 생을 마쳤다.